# Ctenus malvernensis
Ctenus malvernensis este o specie de păianjeni din genul Ctenus, familia Ctenidae, descrisă de Petrunkevitch, 1910.
Este endemică în Jamaica. Conform Catalogue of Life specia Ctenus malvernensis nu are subspecii cunoscute.